# Prosoplus bicoloripennis
Prosoplus bicoloripennis är en skalbaggsart som beskrevs av Stefan von Breuning 1953. Prosoplus bicoloripennis ingår i släktet Prosoplus och familjen långhorningar. Inga underarter finns listade i Catalogue of Life.